# Gertrud Hinz
Gertrud Hinz (* 8. Juli 1912 in Berlin; † 1. September 1996 in Pullach) war eine deutsche Filmeditorin.

## Leben und Wirken
Gertrud Hinz erhielt in den frühen 1930er Jahren eine Ausbildung als Schnitt-Volontärin bei der Produktionsfirma Afifa und wurde anschließend von der UFA als kaufmännische Angestellte übernommen. Am 8. August 1933 avancierte sie zur Schnittassistentin; 1936 ließ man sie erstmals den Schnitt eines Kinospielfilms in alleiniger Verantwortung vornehmen. Von Anbeginn war sie als Schnittmeisterin an Topproduktionen (Der Mann, der Sherlock Holmes war, Tango Notturno, Das Lied der Wüste) des Dritten Reichs beteiligt. In der Endphase des Zweiten Weltkrieges ging Gertrud Hinz nach Bad Ischl; sie durfte die von den Amerikanern besetzte Zone über ein Jahr lang nicht verlassen.
Schließlich ließ sie sich in München-Grünwald nieder und nahm wenig später bei der Bavaria ihre Tätigkeit als Schnittmeisterin wieder auf. Ihr Werk in den 1950er Jahren entspricht qualitativ dem künstlerischen Durchschnitt, wie er im Kino der Adenauer-Ära üblich war. Seit den frühen 1960er Jahren konzentrierte sie sich auf Arbeiten beim Fernsehen (z. B. die Serien Kommissar Freytag und Der Vater und sein Sohn). Im Laufe der 1970er Jahre zog sie sich, mittlerweile kränkelnd, ins Privatleben zurück.
Gertrud Hinz, seit der Spätphase des Zweiten Weltkriegs Lehrmeisterin der bekannten Filmeditorin Jutta Hering, war kurzzeitig mit dem Spezialeffektetechniker und -kameramann Theo Nischwitz (1913–1994) verheiratet.

## Filmografie
- 1936: Ritt in die Freiheit
- 1937: Der Mann, der Sherlock Holmes war
- 1937: Ein Volksfeind
- 1937: Tango Notturno
- 1938: Die fromme Lüge
- 1938: Geheimzeichen LB 17
- 1938: Fracht von Baltimore
- 1939: Aufruhr in Damaskus
- 1939: Heimatland
- 1939: Das Lied der Wüste
- 1939: Die gute Sieben
- 1940: Unser kleiner Junge
- 1941: Blutsbrüderschaft
- 1941: Kleine Mädchen – große Sorgen
- 1941: Leichte Muse
- 1943: Maske in Blau
- 1943: Karneval der Liebe
- 1943: Geliebter Schatz
- 1943: Zirkus Renz
- 1944: Das Leben ruft
- 1944/50: Die Schuld der Gabriele Rottweil
- 1945: Am Abend nach der Oper
- 1945: Das seltsame Fräulein Sylvia (unvollendet)
- 1948: Vor uns liegt das Leben
- 1948: Das Geheimnis der roten Katze
- 1949: Mordprozess Dr. Jordan
- 1949: Ich mach dich glücklich
- 1950: Frühlingsromanze
- 1951: Begierde
- 1951: Mutter sein dagegen sehr!
- 1951: Der letzte Schuß
- 1952: Haus des Lebens
- 1952: Türme des Schweigens
- 1953: Arlette erobert Paris
- 1953: Musik bei Nacht
- 1953: Ehe für eine Nacht
- 1954: Die süßesten Früchte
- 1954: Ewiger Walzer
- 1954: Begegnung in Rom
- 1955: Der Fischer vom Heiligensee
- 1955: IA in Oberbayern
- 1956: Heute heiratet mein Mann
- 1956: Die goldene Brücke
- 1956: Heiße Ernte
- 1957: Meine schöne Mama
- 1958: Ohne Dich kann ich nicht leben
- 1959: Die ideale Frau
- 1960: Das hab’ ich in Paris gelernt
- 1961: Drei weiße Birken
- 1962: Das Leben beginnt um acht
- 1963: Kommissar Freytag (TV-Serie)
- 1967: Der Vater und sein Sohn (TV-Serie)